# Солёная бомба
Солёная бомба — это ядерное оружие, разработанное для работы в качестве радиологического оружия, производя большее количество радиоактивных осадков, чем обычное (несолёное) ядерное оружие. Эти осадки могут сделать большую территорию непригодной для проживания. Термин происходит как от способа их изготовления, который включает в себя включение дополнительных элементов в стандартное атомное оружие, так и от выражения «засеять землю солью», что означает сделать территорию непригодной для проживания на протяжении поколений. Идея возникла у венгерско-американского физика Лео Силарда в феврале 1950 года. Его намерением было не предложить создание такого оружия, а показать, что ядерная технология вскоре достигнет точки, когда она сможет положить конец человеческой жизни на Земле.
Ни одна преднамеренно созданная солённая бомба никогда не испытывалась в атмосфере, и, насколько известно общественности, ни одна из них не была создана. Однако Великобритания испытала бомбу мощностью в одну килотонну, включающую небольшое количество кобальта в качестве экспериментального радиохимического индикатора на своём испытательном полигоне Тадже в районе Маралинга, Австралия, 14 сентября 1957 года. Советский проект «Тайга» тройного ядерного залпового испытания, как часть предварительного проекта канала Печора — Кама в марте 1971 года, преобразовал значительные количества стабильного кобальта-59 в радиоактивный кобальт-60 путём активации нейтронов, полученных в результате термоядерного синтеза, и этот продукт ответственен примерно за половину дозы гамма-излучения, измеренной на испытательном полигоне в 2011 году. Эксперимент был признан неудачным и больше не повторялся.
Солёную бомбу не следует путать с «грязной бомбой», которая является обычной взрывчатой бомбой, содержащей радиоактивный материал, который распространяется по области, когда бомба взрывается. Солёная бомба способна на мегатонны взрывной силы, которая может загрязнить гораздо большую область гораздо большим количеством радиоактивного материала, чем даже самая большая из возможных грязных бомб.

## Проектирование
Солёные версии как ядерного, так и термоядерного оружия могут быть изготовлены путём окружения ядра взрывного устройства материалом, содержащим элемент, который может быть преобразован в высокорадиоактивный изотоп при бомбардировке нейтронами. Когда бомба взрывается, элемент поглощает нейтроны, выделяющиеся в результате ядерной реакции, преобразуясь в радиоактивную форму. В результате взрыва образовавшийся радиоактивный материал рассеивается на большой территории, делая её непригодной для проживания гораздо дольше, чем территория, поражённая обычным ядерным оружием. В солёной водородной (термоядерной) бомбе радиационный корпус вокруг термоядерного топлива, который обычно состоит из какого-либо делящегося элемента, заменяется металлическим солящим элементом. Солёные ядерные бомбы деления можно изготовить, заменив отражатель нейтронов между делящимся ядром и слоем взрывчатого вещества металлическим элементом. Вследствие этих изменений выход энергии у солёного оружия обычно ниже, чем у обычного оружия аналогичного размера.
Радиоактивный изотоп, используемый в качестве материала для выпадения осадков, будет источником гамма-излучения высокой интенсивности с периодом полураспада, достаточно длительным, чтобы оставаться смертельным в течение длительного периода. Он также должен обладать химическими свойствами, которые заставят его вернуться на Землю в виде осадков, а не оставаться в атмосфере после испарения в результате взрыва. Другое соображение носит биологический характер: радиоактивные изотопы элементов, обычно усваиваемые растениями и животными в качестве пищи, представляют особую угрозу для организмов, которые их поглощают, поскольку их излучение будет поступать изнутри организма.
Радиоактивные изотопы, которые были предложены для солёных бомб, включают золото-198, тантал-182, цинк-65 и кобальт-60. Натрий-23, единственный стабильный изотоп, также предлагался в качестве оболочки для солевой бомбы. Поток нейтронов активировал бы его до 24Na, что привело бы к интенсивному гамма-излучению в течение нескольких дней после детонации. Физик У. Х. Кларк (W. H. Clark) рассмотрел потенциал таких устройств и подсчитал, что бомба мощностью 20 мегатонн, наполненная натрием, создаст достаточно радиации, чтобы загрязнить территорию площадью 520 000 км2 (что немного больше площади Испании или Таиланда, но меньше площади Франции). Учитывая интенсивность гамма-излучения, даже те, кто находится в подвальных убежищах, не смогли бы выжить в зоне выпадения радиоактивных осадков. Однако короткий период полураспада натрия-24 (15 часов):25 означает, что излучение не распространится достаточно далеко, чтобы стать настоящим оружием судного дня.
Кобальтовая бомба была впервые предложена Лео Силардом в 1950 году. Он публично поднял тревогу против возможной разработки соленых термоядерных бомб, способных уничтожить человечество, в радиопрограмме Круглого стола Чикагского университета. Его комментарии, а также комментарии Ганса Бете, Харрисона Брауна и Фредерика Зейтца (трёх других учёных, участвовавших в программе), подверглись критике со стороны бывшего председателя Комиссии по атомной энергии Дэвида Лилиенталя, и критика вместе с ответом Силарда были опубликованы. Time сравнил Силарда с Цыплёнком Цыпой, в то время как КАЭ отклонила его идеи, но ученые спорили, осуществимо это или нет. Бюллетень учёных-атомщиков заказал исследование Джеймсу Р. Арнольду, который пришёл к выводу, что это возможно. В своём эссе 1961 года Кларк предположил, что 50-мегатонная кобальтовая бомба теоретически могла бы произвести достаточно продолжительное излучение, чтобы стать оружием конца света, но считал, что даже в этом случае «достаточно людей могли бы найти убежище, чтобы переждать радиоактивность и выйти, чтобы начать всё заново».

## В популярной культуре
- В романе Невила Шюта «На берегу» (1957) кобальтовые бомбы упоминаются как причина смертельной радиоактивности, приближающейся к Австралии. Кобальтовая бомба была символом человеческого высокомерия.[13]
- В фильме «Город страха» (1959) сбежавший из тюрьмы Сан-Квентин преступник крадет канистру с кобальтом-60, думая, что в ней наркотики. Он бежит в Лос-Анджелес, чтобы заложить её, не зная, что это может убить его и, возможно, загрязнить город.
- В чёрной комедии «Доктор Стрейнджлав, или Как я перестал бояться и полюбил бомбу» (1964) используется тип бомбы с кобальтовой солью, в частности, с использованием композита под названием «Кобальт-Торий G» с механизмом «Мертвая рука», созданного Советским Союзом в качестве ядерного сдерживающего средства «устройства Судного дня»: если система обнаружит любую ядерную атаку, устройство Судного дня будет автоматически активировано. В неудачное время невменяемый американский генерал поднимает мятеж и приказывает атаковать СССР до того, как советское секретное устройство, уже активированное, было раскрыто миру. Один американский бомбардировщик, пилотируемый несчастным и ничего не подозревающей командой, добирается до своей цели; механизм «Мертвая рука» срабатывает, как и было задумано, и инициирует всемирный ядерный холокост. В фильме советский посол говорит: «Если взять, скажем, пятьдесят водородных бомб мощностью в сто мегатонн и покрыть их кобальт-торием G, то при взрыве они создадут завесу конца света. Смертоносное облако радиоактивности, которое будет окружать Землю в течение девяноста трех лет!»[14]
- В фильме о Джеймсе Бонде «Голдфингер» (1964) главный герой сообщает Бонду, что он намерен взорвать «особенно грязное» атомное устройство с использованием «кобальта и йода»[15] в хранилище золотых слитков США в Форт-Ноксе в рамках операции «Большой шлем» — плана, направленного на загрязнение золота в Форт-Ноксе с целью повышения стоимости хранящегося у него золота.
- В романе Роджера Желязны «Этот бессмертный», удостоенном премии «Хьюго» в 1965 году, много десятилетий назад Земля пережила ядерную войну, а некоторые районы до сих пор страдают от высокого уровня радиации от кобальтовых бомб, что приводит к радикальным мутациям и экологическим изменениям.
- В четвёртом акте классического эпизода «Звёздного пути» «Наваждение[англ.]» (1967) энсин Гарровик говорит о 10 000 кобальтовых бомбах, мощность которых не равна мощности менее одной унции антиматерии.
- Главный герой научно-фантастического шедевра Анны Каван «Лёд[англ.]» (роман Каван) (1967) размышляет о существовании «самовзрывающейся кобальтовой бомбы», которая ускорит уничтожение цивилизации.
- В романе «Под планетой обезьян» (1970) главный герой, увидев, что подземное сообщество мутантов поклоняется бомбе Судного дня, комментирует: «Они наконец-то построили одну с кобальтовой оболочкой», имея в виду кобальтовую бомбу, которая может уничтожить мир. После того, как астронавты Брент и Тейлор были расстреляны вторгшейся армией обезьян, предсмертным актом Тейлора стал взрыв бомбы Судного дня, уничтоживший всю жизнь на Земле сорокового века.
- В романе Тома Клэнси «Все страхи мира» (1991) отмечается, что тактические ядерные бомбы ВВС Израиля могут быть дополнительно оснащены кобальтовыми оболочками, «чтобы отравить ландшафт для всех форм жизни на долгие годы».[16]
- В видеоигре Metro Exodus (2019) игрок посещает российский город Новосибирск, который подвергся удару по меньшей мере одной кобальтовой боеголовки во время всемирной ядерной войны в 2013 году, что привело к катастрофическому уровню радиации. Это самый облучённый город, посещённый в трёх играх серии Metro[англ.].
- В видеоигре Detroit: Become Human (2018) игрок имеет возможность взорвать импровизированную кобальтовую бомбу во время определенных концовок игры. Взрыв бомбы приводит к эвакуации людей из теперь уже облученного города Детройт и области в радиусе 50 миль (80 км) вокруг, хотя и обещает отбить ее у андроидов в будущем. В зависимости от действий игрока город остается пустым или андроиды заявляют на него свои права.
- В двухсерийном эпизоде телешоу «Бионическая женщина» под названием «Судный день уже завтра» кобальтовая бомба, которую ее создатель окрестил «самым дьявольским орудием разрушения, когда-либо придуманным человеком», используется в качестве спускового крючка для более мощного оружия, способного сделать мир безжизненным.
- Серия видеоигр Fallout разворачивается в Соединённых Штатах после ядерного холокоста[англ.]. Ядерное оружие в серии больше похоже на соленые бомбы, чем на стандартное ядерное оружие, жертвуя взрывной мощностью ради радиологической мощности.